# 1948年アッシズシリーズ第2戦
1948年のアッシュズシリーズの第2戦（Second Test, 1948 Ashes series）は、オーストラリアとイングランドが戦ったアッシュズクリケットシリーズの5つのテストのうちの1つでした。

試合は1948年6月27日に休息日をはさみ、6月24日から29日までロンドンのロードス島で行われました。オーストラリアは409ランで勝利し、2勝0敗としました。イングランドがアッシズを取り戻すには、残りの3試合で勝利する必要があります。
オーストラリアのキャプテン、ドン・ブラッドマンがトスに勝ち、打席に立つことを選択した。イングランドは3名の選手を変更し、より攻撃的なボウリング戦略を取りました。オーストラリアは力強いスタートを切り、先発のアーサー・モリスが105点を挙げ、初日の半ばには166/2までスコアを伸ばしました。しかし、彼の退場後、後のバッツマンが苦戦し、初日終了時には258/7まで落ち、ホームチームにアドバンテージを与えてしまった。しかし、2日目の朝、下位打線の反撃でオーストラリアは350に達し、ウィケットキーパーのドン・タロンが53得点をあげました。イングランドは、シーマーのアレック・ベダーが4/100を記録し、最も成功したボウラーでした。その後、オーストラリアのペースマン、レイ・リンドウォールがイングランドのトップオーダーを切り崩し、46/4まで追い詰めました。その後、デニス・コンプトン（トップスコア53）とキャプテンのノーマン・ヤードリーが87ランのパートナーシップを築いたものの、両者とも1ラン以内に倒れ、イングランドは145/7になった時点で後続を断ち切られるかに思われました。しかし、下位打線が奮闘し、3日目の朝には215点となり、リンドウォールが5/70を記録しました。オーストラリアはその後、最初のイニングのリードを広げようとし、オープナーのシド・バーンズが141点を取ってリードを広げました。彼はモリス（62）と122のオープニング・パートナーシップを築き、ブラッドマン（89）と174を追加しました。オーストラリアは3日目を343/4で終え、午後遅くに素早く3つのウィケットを失いましたが、478のリードを得ました。
その後、オーストラリアは460/7（キース・ミラーが74）まで追い上げ、ブラッドマンが宣言した午後の半ばには、イングランドの目標値を596に設定しました。しかし、4日目の朝、イングランドは106/3に到達し、186でオールアウトとなり、オーストラリアが409ランで勝利を収めました。イングランドは、シリル・ウォッシュブルックとトム・ドーラリーがそれぞれ37得点でトップスコアとなりました。アーニー・トシャックは5/40を記録し、リンドウォールは3/61を記録しました。Toshackの方が良い数字を残していますが、解説者はLindwallがイングランド崩壊を指揮したと評価しています。イニングの始めに、彼はイングランドの主要バッツマンLen Huttonにすごい勢いでボーリングをして、彼を退場させました。ハットンはリンドウォールに非常に動揺していたようで、おとなしくプレーしていた。ハットン選手は、リンドウォール選手に動揺しておとなしくプレーしていたが、その臆病な態度を厳しく批判され、チームの後輩に悪い見本を示しているとして、次の試合から外されることになったのである。オーストラリア側は、ハットン選手を最も手ごわい相手と考えていたので、この決定は間違っていると考えていたが、非常に喜んでいた。この試合は、イングランドにおけるテストの最多観客動員記録を打ち立てました。

## バックグラウンド
オーストラリアは、イングランドツアーの最初の2か月間、敗北することなく進んでいました。テストが始まる前の最初の12試合のうち10試合に勝った後、イニングで8試合（残りの2試合は引き分け）で、8ウィケットで最初のテストに勝ちました。 テストの合間に、彼らはヨークシャーと対戦する前にノーサンプトンシャーをイニングで破った。 
元イギリス人ペースマンのビル・ボーズによると、イングランドは彼らが上司と見なしたチームに対して引き分けを達成することを意図して最初のテストに近づき、彼らの選択と防御戦術の使用に反映されました。ボウズ自身は、戦術が正しく、ほぼ成功していると信じていました。しかし、彼は、選考委員の1人であるウォルターロビンズがイギリスの戦略を誤った方向に導いており、オーストラリア人を攻撃すべきだと考えていたのではないかと疑っていました。これは英語の選択に反映されていました。 ホームチームは3つの変更を行いました。腰痛のために遅刻して最初のテストから撤退することを余儀なくされたレッグスピナーのダグライトは、彼の体力を取り戻し、最初のテストで1/107のマッチフィギュアをとったヤングの左腕のオーソドックスなスピンを置き換えました。オーストラリアのウィケットキーパーであるドンタロンは彼の唯一のウィケットでした。  しかし、彼は防御的なレッグ理論でバッツマンを静かに保つことができ、79ランで60オーバーをボウリングしました。ライトははるかに攻撃的で、したがって高価なボウラーでした。 ライトの腰痛のためにファーストテストチームに呼ばれたジムレイカーは、最初はペッキングオーダーの3番目のスピナーでしたが、3人のスペシャリストバットマンを含む4/138を取り、保持されました。   
アレック・コクソンは、ヨークシャーとオーストラリアの試合で4/113の数字を取り、4つのミドルオーダーのウィケットを獲得し、ミドルオーダーではなく21と16を獲得しました。  彼はオールラウンダーとしてチームに加わったが、残りのイギリスのシーズン中の彼のパフォーマンスは平凡だった。彼の夏の打率は平均20.25で、オーストラリアとの郡の試合前の7試合で10ウィケットしか取れませんでした。 ボウズは彼をロビンスの戦略的思考と互換性のある攻撃的なボウラーと見なしていました。 
トム・ドラリーは、エッジバストンでの難しいピッチでウォリックシャーのヘビースコアを記録した後、チームに呼ばれました。 彼は今シーズンの12回のファーストクラスの試合で2世紀と750を達成しました。 バッツマンのチャーリー・バーネットは、最初のテストでわずか8と6を獲得した後、ドロップされました。   ジョーハードスタッフジュニアも除外されました。   彼は最初のテストでアヒルと43を獲得し、 つま先に感染したため、セレクターは彼をパフォーマンス上の理由で落とすかどうかを決めるという苦境を免れた。 ライトがヤングに代わって、スペシャリストの打者の代わりにコクソンが選ばれたことで、イングランドはより攻撃的なボウリングのラインナップを持っていました。彼はまた、スウィングボウリングが前のテストでボウリングを開いた打者ビル・エドリヒの仕事を軽減するので、コクソンの選択が有益であると考えました。オライリーはエドリッチを平凡なボウラーと見なし、ボールの余分な負担が彼の主な任務であるバッティングを損なうものだと考えました。 
オーストラリアは、トレントブリッジでの最初のテストから同じXIを保持しました。  イアン・ジョンソンは1/85のマッチフィギュアをとったにもかかわらず保持され、ビル・ブラウンはミドルオーダーでポジションを失っていたオープナーでした。ブラウンはツアー中、ミドルオーダーの3イニングで25、26、17得点を挙げていた。   オライリーは、なじみのない役割で著しく不快に見えたブラウンの選択を批判しました。彼は、1938年のローズでの彼の前のテストでのブラウンの無敗の2世紀にもかかわらず、サム・ロックストンとニール・ハーベイは選択に対してより良い主張をしたと言いました。 トレントブリッジでの鼠径部の怪我の後、リンドウォールは最初の朝に徹底的なフィットネステストを受けました。ブラッドマンはリンドウォールの体力を確信していませんでしたが、ボウラーの抗議は彼のキャプテンに彼の包含について賭けるように説得するのに十分でした。 オーストラリアはトスに勝ち、バットを選ぶことを選択しました 。リンドウォールが怪我から回復するためのさらなる時間を与えました。 投げる前に、ブラッドマンはウィケットの検査に異常に長い時間を費やし、コインの側面を正しく予測した後、オーストラリアのバットの決定を発表する前に、別の期間表面を調べました。 オールラウンダーのキース・ミラーがプレーしましたが、ボウルには不向きでした。 

## スコアカード
|                |                                          |
| 審判           | D.デイビス CNウーリー                    |
| トス           | オーストラリアが最初に戦うことを選んだ   |
| 結果           | オーストラリアは409ランで勝ちました      |
| シリーズの影響 | オーストラリアが5試合シリーズ2–0をリード |

### オーストラリアのイニング
| オーストラリア   | 最初のイニング       | 最初のイニング | 2イニング                      | 2イニング |
| バッツマン       | 解雇の方法           | 実行           | 解雇の方法                     | 実行      |
| ---------------- | -------------------- | -------------- | ------------------------------ | --------- |
| SGバーンズ       | cハットンbコクソン   | 0              | cウォッシュブルックbヤードリー | 141       |
| ARモリス         | cハットンbコクソン   | 105            | bライト                        | 62        |
| * DGブラッドマン | cハットンbベダー     | 38             | cエドリッチbベダー             | 89        |
| ALハセット       | bヤードリー          | 47             | bヤードリー                    | 0         |
| KRミラー         | lbwbベダー           | 4              | cベダーbレイカー               | 74        |
| WAブラウン       | lbwbヤードリー       | 24             | cエバンスbコクソン             | 32        |
| IWGジョンソン    | cエバンスbエドリッチ | 4              | [8]出ていない                  | 9         |
| + D.タロン       | cヤードリーbベダー   | 53             |                                |           |
| RRリンドウォール | bベダー              | 15             | [7]セントエバンスbレイカーズ   | 25        |
| WAジョンストン   | st Evans b Wright    | 29             |                                |           |
| ERHトシャック    | 出ていない           | 20             |                                |           |
| エクストラ       |                      | 11             |                                | 28        |
| 合計             | （129.3オーバー）    | 350            | （130.2オーバー）              | 460/7宣言 |

| イングランド  | 最初のイニング | 最初のイニング | 最初のイニング | 最初のイニング |  | 2イニング | 2イニング | 2イニング | 2イニング |
| ボウラー      | オーバー       | 乙女           | 実行           | 改札           |  | オーバー  | 乙女      | 実行      | 改札      |
| ------------- | -------------- | -------------- | -------------- | -------------- |  | --------- | --------- | --------- | --------- |
| AVベダー      | 43             | 14             | 100            | 4              |  | 34        | 6         | 112       | 1         |
| A.コクソン    | 35             | 10             | 90             | 2              |  | 28        | 3         | 82        | 1         |
| WJエドリッチ  | 8              | 0              | 43             | 1              |  | 2         | 0         | 11        | 0         |
| DVPライト     | 21.3           | 8              | 54             | 1              |  | 19        | 4         | 69        | 1         |
| JCレイカー    | 7              | 3              | 17             | 0              |  | 31.2      | 6         | 111       | 2         |
| NWDヤードリー | 15             | 4              | 35             | 2              |  | 13        | 4         | 36        | 2         |
| DCSコンプトン | –              | –              | –              | –              |  | 3         | 0         | 11        | 0         |

| イングランド         | 最初のイニング         | 最初のイニング | 2イニング                  | 2イニング |
| バッツマン           | 解雇の方法             | 実行           | 解雇の方法                 | 実行      |
| -------------------- | ---------------------- | -------------- | -------------------------- | --------- |
| L.ハットン           | bジョンソン            | 20             | cジョンソンbリンドウォール | 13        |
| C.ウォッシュブルック | cタロンbリンドウォール | 8              | cタロンbトシャック         | 37        |
| WJエドリッチ         | bリンドウォール        | 5              | cジョンソンbトシャック     | 2         |
| DCSコンプトン        | cミラーbジョンストン   | 53             | cミラーbジョンストン       | 29        |
| HEドラリー           | bリンドウォール        | 0              | bリンドウォール            | 37        |
| * NWDヤードリー      | bリンドウォール        | 44             | bトシャック                | 11        |
| A.コクソン           | c＆bジョンソン         | 19             | lbw b Toshack              | 0         |
| + TGエバンス         | cミラーbジョンストン   | 9              | 出ていない                 | 24        |
| JCレイカー           | cタロンbジョンソン     | 28             | bリンドウォール            | 0         |
| AVベダー             | bリンドウォール        | 9              | cハセットbジョンストン     | 9         |
| DVPライト            | 出ていない             | 13             | cリンドウォールbトシャック | 4         |
| エクストラ           |                        | 7              |                            | 20        |
| 合計                 | （102.4オーバー）      | 215            | （78.1オーバー）           | 186       |

| オーストラリア   | 最初のイニング | 最初のイニング | 最初のイニング | 最初のイニング |  | 2イニング | 2イニング | 2イニング | 2イニング |
| ボウラー         | オーバー       | 乙女           | 実行           | 改札           |  | オーバー  | 乙女      | 実行      | 改札      |
| ---------------- | -------------- | -------------- | -------------- | -------------- |  | --------- | --------- | --------- | --------- |
| RRリンドウォール | 27.4           | 7              | 70             | 5              |  | 23        | 9         | 61        | 3         |
| WAジョンストン   | 22             | 4              | 43             | 2              |  | 33        | 15        | 62        | 2         |
| IWGジョンソン    | 35             | 13             | 72             | 3              |  | 2         | 1         | 3         | 0         |
| ERHトシャック    | 18             | 11             | 23             | 0              |  | 20.1      | 6         | 40        | 5         |

テストの朝の8:00に、ロンドンの南で嵐がありましたが、雨はイギリスの首都の北に位置していたロードズに到達しませんでした。 ベダーがバーンズにボウリングした最初のオーバーは、乙女を完成させるために注意深く演奏されました。 デビュー作のコクソンはベダーと一緒にボウリングを開き、2回目のオーバーでバーンズをアヒルに連れて行った。  バーンズはスクエアレッグでボールをノックしようとしましたが、ウィケットのペースを誤って判断し、ショットを早すぎてハットンにミッシングしました。 コクソンはウィケットの非常に近くからボウリングをし、レッグスピナーに理想的なエリアで右利きのレッグスタンプのすぐ外側にかなりの足跡を残しました。  彼は特に速いペースではありませんでしたが、コクソンは勢いよく走り、顕著な配達ストライドの後に大きく着陸し、表面に大きな影響を与えました。 ブラッドマンは、ロードズでの最後のテストでバットに出てきたとき、群衆から大声で前向きな歓迎を受けました。 
ブラッドマンは当初、英国のボウリングと戦っていました。彼はコクソンからの最初のボールに直面し、コクソンからの3番目のボールを逃し、ウィケット（lbw）の前に大きなアピールを生き残る前に、足の切り株を越えて内側を縁取りました。もう一方の端からボウリングをしていると、ベダーはピッチから外れたシームの動きでブラッドマンを打ち負かし、1つのボールが切り株をかろうじてすくいました。切り株に立ち、ウィケットキーパーのゴッドフリー・エバンスはブラッドマンが前かがみになったときにベイルを外しましたが、彼の足は折り目の後ろにしっかりと留まりました。  別の緊密なコールでは、ブラッドマンがショートレッグでヤードリーに向かってボールをエッジングしたが、イギリスのキャプテンは反応が遅く、ボールは彼の前に着地した。 オーストラリアのキャプテンは最初の20分間で3ランしか管理せず、オーストラリアは最初の30分間でわずか14得点でした。  コクソンは一貫してボールを慎重なブラッドマンに移し、オーストラリア人は最初の1時間で32ランしか得点しませんでした。 
その後、エドリッチは、テストクリケットで最初の7オーバーをボウリングしたコクソンを、わずか10ランの損失で安心させました。エドリッチはバウンサーをボウリングし、ブラッドマンはそれを脚側に振ろうとしましたが、代わりに前縁が空中に出てポイントの後ろに着地しました。 13日、ブラッドマンの脚はベダーのボールを脚からちらりと見た。短い細い脚のトラップでハットンをかろうじて回避した。 1時間後、彼は14歳でした。ブラッドマンは前のテストでレッグトラップのために2回転倒しました。 ベダーは、インスインガーでオーストラリアの船長を調査し続け、待っているハットンの場合、近くのロフトの脚の視線を引き出そうとしました。 対照的に、モリスは流暢にプレーし、バックカットから多くのランを獲得していました。 
ベダーはボウリングの70分後に安心しました。ライトのレッグスピンが導入され、オーストラリアは緩んだ。ライトは、モリスがレッグサイドの観客に6秒間ディスパッチしたノーボールをボウリングした後、 4秒間別のボールを打ちました。 ブラッドマンとモリスは、コクソンとライトが活動するにつれて落ち着きました。オーストラリアのキャプテンは、デビューしたコクソンを2つの4のカバーに通し、ヤードリーはボウラーを頻繁にローテーションさせました。 コクソンは右利きの打者の足の切り株の外側でピッチを大幅に荒らし続け、ライトは試合の最初の朝にかなりのスピンを引き出すことができ、胃の中でモリスをボールで打った。切り株の外。 昼食時、オーストラリアは82/1で、モリスは45、ブラッドマンは35でした観光客はリスクを冒すのではなく、緩い配達を待つことに大いに満足していました、そしてイギリス人が正確にボウリングしたので、オーストラリア人はすぐに得点しませんでした。 

</br>昼休み後の3回目のオーバーで、スコアは87で、ブラッドマンはシリーズの3回連続で、短い細い脚でハットンオフベダーに捕まりました。 ハットンは13歳のときにブラッドマンを同じ位置に落としていた。  ヨークシャーとの郡の試合を含めて、ハットンがブラッドマンを一目でレッグトラップに捕らえたのは4回目でした。 オライリーによれば、これはブラッドマンが第二次世界大戦前のプレーヤーではなくなったことの証拠でした。ブラッドマンは、最終的に解雇される前に、反撃によって近距離の野手を分散させることができなかったからです。 オライリーは、ブラッドマンが3回連続で同じ罠に陥ったのはこれが初めてだと述べた。 
ハセットはモリスに加わるために折り目に入ったが、新しいボールはすでに期限が切れていた。まだ古いボールを使用して、ベダーはハセットの2番目のボールを打ち負かし、配信を戻しましたが、lbwのアピールは拒否されました。しかし、ヤードリーはボールを受け取らないことを選択し、ハセットはなんとかシングルを獲得してストライキを降りた後、イギリスのキャプテンがボールの交換を要求した。 オライリーは、アピールの直後に新しいボールを受け取らなかったのは、ハセットへの心理的圧力を最大化する機会を逃したと述べた。 
ゆっくりとしたスタートの後、モリスはコントロールを取り始めました。彼はボールをカバーに通し、レッグサイドにクリップで留め、新しいボールが取られた直後にコクソンからの連続した境界で彼の世紀に達しました。  新聞ジャーナリストとしてツアーをカバーした元オーストラリアのテストオープナー、ジャックフィングルトンは、それを「すべてのクリケットの設定の中で最も壮大なテスト世紀」と呼びました。 ツアーの早い段階で、モリスが決定的に前後に移動することなく折り目でシャッフルしていたとき、世紀は形の悪い走りを終えました。 オライリーはこれをモリスのこれまでで最高のテスト世紀と呼んだ。これは彼がキャリアの中で直面した最強の英国の攻撃であり、もう一方の端で改札が失われたためである。オライリーは、モリスは切り株の外でルーズショットをプレーせず、それらを見逃したりエッジングしたりすることで訓練されていたが、それでもあらゆる機会で素早く得点することができたと述べた。 
モリスはすぐに105ランで出て、スコアは166/3で、14の4と1の6を打ちました。強力で適切に配置されたカバードライブで有名な彼のイニングは、ガリーでコクソンをハットンにぶつけたときに終了しました。 ミラーが入ってきて、ベダーは彼に3つの連続したアウトスインガーをボウリングしました。 4番目のボールが反対方向に振られ、ミラーはボールが曲がって切り株を逃すと予想して、ショットを提供しませんでした。代わりに、彼は改札口の前で殴られ、4人分のlbwを配られました。 オライリーは、ミラーのディスプレイは最小限のスキルを持つテールエンドの打者のディスプレイに似ていると述べ、ブラッドマンによって彼に課された過度の作業負荷のバットで彼の貧弱なフォームを非難しました。  2つのクイックウィケットで、イングランドは試合をバランスに戻しました。ブラウンはミドルオーダーでポジションを失い、173/4に出場し、ハセットがイニングを再建するのを手伝った。どちらもゆっくりとスコアを記録し、1回の実行で平均3分半以上かかりました。  彼らは、オーストラリアがこれ以上ウィケットをすぐに失うわけにはいかないことに気づき、長いホップを攻撃することすら消極的で、細心の注意を払って打った。 ハセットは、主に最前線のボウラーが回復できるようにするためにボウリングをしていたヤードリーの前に、3回落とされ、 ヨーカーで防御を突破した。 イギリスのスキッパーは9ラン後にブラウンlbwを捕らえ、オーストラリアを225/6に残しました。 ブラウンは、パッドから2つの連続したハーフボレーをレッグサイドから4回ヒットし、同様の配信で3番目の境界を連続して試みました。しかし、この3回目の配信はピッチから早く外れ、ブラウンをペースで打ち負かしました。 
これはジョンソンとタロンを折り目の新しい男性として残しました。ジョンソンは得点するのに苦労しましたが、タロンは最後の1時間で自由に得点しました。エドリッチはジョンソンに4人遅れてオーストラリアを246/7に去らせた。ジョンソンは、折り目が付いている間に得点された30ランのうち4つだけを貢献しました。リンドウォールはタロンに加わり、ペアはプレーの終わりまで生き残った。 オーストラリアが258/7に切り株で終わり、タロンが25、リンドウォールが3で終わったとき、イングランドは好位置につけられました。  タロンはその日の後半に得点を支配し、33ランのうち25ランを追加しました。 ボウズは、ヤードリーが非常によく攻撃し、ボウラーを効果的に回転させてオーストラリアへのプレッシャーを維持し、3人のメインボウラーが常に折り目に入っていると信じていました。 オライリーは、エバンスのアジャイルディスプレイを、彼が見た中で最速かつ最高のものとして、彼の困惑した試みで賞賛しました。 イギリス人の群衆はイギリスの立場について楽観的であり、彼らの何人かは地面を離れるとすぐに改札口の外にキャンプしました。  Arlottは、イングランドの「ボウラーは気高くやっていた」と語った。 

## 6月25日：2日目
翌日、イギリス人の観客は、初日の有望なスタートの後、ホームチームからの力強いショーを期待して、早い段階で地面を埋めましたが、オーストラリアの下位は、2日目の朝にチームを支配しました。 タロンとリンドウォールはプレーの開始から自信を持って打った。後者は新しいボールが奪われた後、ベダーから4対2のカバードライブを打った。オライリーは、リンドウォールが前回のアッシュシリーズで初のテストセンチュリーを作ったときと同じようにプレーしていたと言いましたが、その後、ベダーからストレートボールをプレーし、15分間ボウリングして、275/8のスコアを残しました。  タロンは従来の方法でバッティングを続け、ジョンストンとトシャックは冒険的にプレーし、彼らのキャリアの中で最高のテストスコアを記録しました。 ジョンストンとトシャックの両方がボールを激しく振りました。ボールは、ショットを狙った場所とは大きく異なる方向に進むことがよくありました。 オーストラリアのウィケットキーパーは、29得点のジョンストンと45をつけた後、ベダーの2番目の犠牲者となり、ヤードリーに53で出場しました。トシャックは320/9のスコアでジョンストンに加わり、最後のペアはライトのレッグスピンから困惑する前にさらに30ランを行った六。 オーストラリア人は勢いを取り戻し、午前中の66分間の打撃で92ランを追加しました。エドリッチからの2オーバーの1つのシーケンスは、28回の実行で行われ、多くのボールが、ミスヒットのスリップまたはカバーに意図せずにスプーンでかけられました。 打撃能力で知られていないジョンストンとトシャックは、どちらも妨げられることなくプレーし、幸運を喜んで楽しんだ。 ヤードリーは後に、オーストラリアの尻尾がイギリスのペースマンに効率的に対処していたため、ライトを早い段階で攻撃に持ち込まなかったと批判された。 ベダーはボウラーの中で最も成功し、43オーバーから4/100で終わり、デビューしたコクソンは35オーバーから2/90を獲得しました。レイカーズのオフスピンは控えめに使用され、7オーバーしか占めていませんでしたが、パートタイムのミディアムペースのエドリッチとヤードリーは23オーバーを合わせていました。 